# 로버트 프로이드
로버트 프로이드(Robert Floyd, 1967년 5월 6일 ~ )는 미국의 배우, 텔레비전 배우이다.
스톡턴에서 태어났다.

## 영화
- 소울스 미드나잇 (2006년)
- 샤크 (2006년)
- 리바운드 (2005년)
- 콜드 하트 (1999년) - 세스 역
- DNA 컨스피러시 (1999년)
- 고질라 (1998년)
- 슬라이더 (1995년)